# Parasiccia chinensis
Parasiccia chinensis är en fjärilsart som beskrevs av Daniel 1951. Parasiccia chinensis ingår i släktet Parasiccia och familjen björnspinnare. Inga underarter finns listade i Catalogue of Life.